# سيد هارتلي
سيد هارتلي (بالإنجليزية: Syd Hartley)‏ (22 يناير 1914 - 1987) هو لاعب كرة قدم بريطاني (وحمل سابقاً جنسية المملكة المتحدة لبريطانيا العظمى وأيرلندا) في مركز الدفاع. لعب مع غريمسبي تاون ونادي بريستول روفيرز ونادي بيرنلي ونادي ليتون أورينت.